# Restless Heart: The Confessions of Saint Augustine
Restless Heart: The Confessions of Saint Augustine (distribuído nos EUA como: Augustine: The Decline of the Roman Empire, italiano: Sant'Agostino) é uma minissérie de televisão de duas partes de 2010 que narra a vida de Santo Agostinho,  o teólogo cristão primitivo, escritor e bispo de Hipona na época da invasão de vândalos (430 d.C.).   
Esta série foi dirigida por Christian Duguay e foi filmada em locações na Tunísia.

## Enredo
Em 430 d.C., na cidade sitiada de Hipona, o bispo de setenta anos Agostinho conta a Jovinus, capitão da guarda romana, a história de como sua mãe cristã, Mônica, o salvou. Nascido na cidade norte-africana de Tagaste, Agostinho estudou em Cartago, tornando-se um orador consumado, mas dissoluto. Depois de se converter ao maniqueísmo, uma religião sem culpa, ele foi chamado à corte imperial em Milão para servir como oponente do bispo cristão Ambrósio. Mas quando a imperatriz Justina envia guardas imperiais para limpar uma basílica onde a própria mãe de Agostinho está adorando, ele é conquistado pelo cristianismo. De volta a Hipona, Agostinho insta a guarnição romana a negociar com o rei vândalo Genseric, mas eles recusam orgulhosamente. Nesse ponto, ele também, perdendo a chance de escapar em um navio enviado para resgatá-lo pelo Papa, fica ao lado de seu povo.

## Elenco
- Alessandro Preziosi como  Agostinho
- Franco Nero como Agostinho na velhice
- Monica Guerritore como Monica
- Johannes Brandrup como Valério
- Alexander Held como Valério na velhice
- Katy Louise Saunders como Lucilla
- Sebastian Ströbel como Fabius
- Serena Rossi como Khalidà
- Götz Otto como Genseric, rei dos Vandalos
- Andrea Giordana como [Ambrósio de Mediolano|Ambrósio]]
- Cesare Bocci como Romaniano
- Francesca Cavallin como Justina
- Dominic Atherton como the child Emperor Valentinian II
- Sonia Aquino como Blesilla